# Dendropaemon crenatostriatus
Dendropaemon crenatostriatus är en skalbaggsart som beskrevs av Felsche 1909. Dendropaemon crenatostriatus ingår i släktet Dendropaemon och familjen bladhorningar. Inga underarter finns listade i Catalogue of Life.